# Ska-punk
Ska-punk is een muziekgenre dat bestaat uit een mix van ska en punkrock.
Skacore is een subgenre van ska-punk, dat hardcore punk met ska mengt. Deze naam is voor het eerst verschenen op het album Ska-Core, the Devil, and More van The Mighty Mighty Bosstones.

## Instrumenten
Bij ska-punk wordt naast de standaardinstrumenten die vaak bij de punkmuziek worden toegepast zoals gitaar, bas en drums, ook veel gebruikgemaakt van blaasinstrumenten zoals de trompet en de trombone.

## Geschiedenis
Ska en punkrock werden voor het eerst door elkaar gebruikt aan het eind van de jaren zeventig bij 2 Tone-bands als The Specials, The Selecter, The Beat en Madness.
Eind jaren tachtig en tijdens de jaren negentig bereikte de Amerikaanse ska-punk zijn hoogtepunt qua populariteit met bands als Rancid, Operation Ivy, The Mighty Mighty Bosstones, Less Than Jake en Reel Big Fish.